# Tantei Opera Milky Holmes
Tantei Opera Milky Holmes (探偵オペラ ミルキィホームズ Tantei Opera Mirukii Hōmuzu?) es una franquicia de medios de Bushiroad. Comenzó en diciembre de 2009 como una serie de radio de internet, y el 7 de octubre de 2010 comenzó a emitirse la primera temporada del anime por J.C. Staff que acabó el 23 de diciembre del mismo año, el año siguiente se realizó un OVA que salió a la venta el 26 de agosto de 2011. La segunda temporada fue emitida desde el 5 de enero de 2012 hasta marzo 22 del mismo año.  Un manga por Shonen Ace comenzó a publicarse en mayo de 2010 hasta enero de 2011, acabando con dos volúmenes.  y una novela ligera por ASCII Media Works en el 10 de diciembre de 2010. Una tercera temporada ha sido anunciada para el verano de 2013.
Esta serie es un homenaje humorístico a varias famosas obras de detectives, y cada protagonista comparte nombre con un detective de ficción diferente.

## Personajes

### Milky Holmes
Sherlock "Sheryl" Shellingford (シャーロック・シェリンフォード Shārokku Sherinfōdo?)
La líder de Milky Homes. Es conocida por su candor y su torpeza. Se le considera "la diosa de la intuición", ya que sabe reaccionar muy rápido. Siempre está dispuesta a ayudar a los demás y evita conflictos, pero es poco útil sin sus poderes. Tiene el poder de la telekinesis. Tiene el pelo de color rosa que forma dos aros y su traje característico de detective es de color rosa, y es el miembro con la estatura más baja del grupo. Frecuentemente entra en conflicto con la agente de policía Kokoro, lo que normalmente resulta en ser golpeada repetidamente con una máscara de oro.
Nero Yuzurizaki (譲崎 ネロ Yuzurizaki Nero?)
Es conocida por su desconsideración, egocentrismo y apetito. Su pelo es de color marrón y su traje de detective es amarillo y naranja, y es el único que tiene pantalón en vez de falda. Y es el segundo miembro de Milky Holmes de estatura más baja, después de Sheryl. Su actitud tan diferente de la de su compañera Hercule hace que tengan algunos problemas en relacionarse. Tiene el poder de controlar máquinas con una pieza metálica.
Hercule "Elly" Barton (エルキュール・バートン Erukyūru Bāton?)
Es el miembro más responsable del grupo, pero su extrema timidez hace que sus consejos y decisiones sean escondidos bajo su retraimiento y vergüenza. Su poder es la fuerza sobrehumana. Tiene el pelo largo y de color oscuro, y es el segundo miembro más alto del grupo. Su traje característico es de color verde y blanco.
Cordelia Glauca (コーデリア・グラウカ Kōderia Gurauka?)
Es conocida por sus delirios normalmente sobre la relación del grupo, y por su facilidad de asustarse. Se asusta fácilmente de la oscuridad (entre otras cosas), por lo que su Toy le permite ver en la oscuridad y también ver y escuchar cosas que los demás no pueden. Se le considera la "hermana mayor" del grupo, ya que siempre intenta proteger y mantener unidas a las detectives del grupo. Su hobby es dibujar, y aunque sea poco talentosa en ello, continua haciéndolo. Normalmente dibuja sus delirios, como miembros del grupo pasando por un campo de flores cantando. Es rubia y el miembro más alto del grupo. Su traje característico de detective es de color azul.
Kamaboko (かまぼこ  literalmente "Pasta de Pescado"?)
Un gato con el que el grupo convive en el ático. Se llama así ya que a Sheryl le recuerda a un dulce del mismo nombre.
Opera Kobayashi (小林 オペラ Kobayashi Opera?)
El entrenador de Milky Holmes. En el juego de la PSP, pierde sus Toys como Milky Holmes hace en el anime.
Ellery Himeyuri (エラリー・姫百合 Erarī Himeyuri?)
La protagonista del segundo juego para la PSP. Es un policía retirado que gana de repente poderes, y se hace cargo de Milky Holmes. Su poder es activar forzadamente los Toys de otros.

### El Imperio de los ladrones
Henriette Mystère (アンリエット・ミステール Anrietto Misutēru?)  / Arsène (アルセーヌ Arusēnu?)
Es la popular líder del grupo criminal que tiene el poder de emitir imágenes engañosas en la mente de los demás. Durante el día, finge ser presidente del consejo estudiantil de la academia de detectives Holmes. Tiene la obsesión de encontrar un oponente digno, como lo fue Milky Holmes antes de que perdieran sus Toys. Discretamente ayuda a ellas a recuperarlos para poder volver a luchar contra ellas, aunque también sigue cometiendo sus crímenes por la noche. Cuando finge ser la presidenta del consejo estudiantil, Henriette se preocupa por sus estudiantes, y es severa con ellos si eso significa que ayudará a que se hagan grandes detectives. En cambio, cuando es Arsène, es muy orgullosa de sus crímenes, y siempre intenta hacerlos con la elegancia mayor posible.
Souseki Ishinagare (石流 漱石 Ishinagare Sōseki?)  / Stone River (ストーンリバー Sutōn Ribā?)
Un hombre que lucha con una Katana. Tiene el poder de inmovilizar su oponente. En la academia Holmes finge ser el conserje o cocinero.
Kai Nijuuri (二十里 海 Nijuuri Kai?)  / Twenty (トゥエンティ Tuenti?)
Es el mago del grupo criminal. Practica habitualmente el exhibicionismo y tiene una obsesión amorosa con él mismo, hasta el punto de tener un dakimakura de él mismo al que llama "bello yo". En la academia Holmes, hace de profesor. Su poder es esconderse a la perfección.
Jiro Nezu (根津 次郎 Nezu Jiro?)  / Rat (ラット Ratto?)
El joven miembro del grupo criminal que tiene el poder del fuego, el cual combina con frecuencia bombas. Se infiltra en la academia Holmes como estudiante, y compañero de clase de las miembros del grupo Milky Holmes. Muchas veces Sheryl confunde su nombre con "Rabbit" en vez de "Rat", lo cual desaprueba.

### Genius 4
Kokoro Akechi (明智 小衣 Akechi Kokoro?)
La líder de la unidad de investigación policiaca. Es mandona, y desprecia Milky Holmes desde que perdieron sus poderes. Prácticamente cada episodio proclama tener un coeficiente intelectual más alto que el episodio anterior, comenzando con ciento treinta y acabando con cifras ridículas con decenas de dígitos.Dice que se graduó en la Universidad de Harvard a los trece años. Siempre lleva una máscara de oro para poder utilizarla como arma en caso de que Sherlock se dirija a ella de forma demasiado informal. Fue una popular "ídol" durante el OVA.
Tsugiko Zenigata (銭形 次子 Zenigata Tsugiko?)
Una chica de pelo verde que tiene trabajo temporal en una tienda de comida.
Hirano Hasegawa (長谷川 平乃 Hasegawa Hirano?)
La experta en karate de su grupo.
Saku Tooyama (遠山 咲 Tōyama Saku?)
Una chica conocida por su gran conocimiento en informática y su amor a las piruletas, las cuales siempre toma uno de sabor diferente cada día.

### Otros personajes
Irene Doala (アイリーン・ドアラー Airīn Doarā?)
Una chica de segundo de primaria que rapta gente para poder contribuir económicamente a la compañía de su padre con el dinero de rescate.
Buta (ブー太 Būta?)
Un cerdo que frecuentemente es acusado falsamente de ser el culpable por Sherlock. En la segunda temporada gana poderes para vengarse de Milky Holmes ya que ellas, sin darse cuenta, muchas veces estropeaban su comida.
Lily Adler (リリー・アドラー Rirī Adorā?)
Una chica tímida que aparece en Alternative. Tiene baja autoestima ya que su poder es congelar, lo que le parece un poder inútil para un detective.

## Media

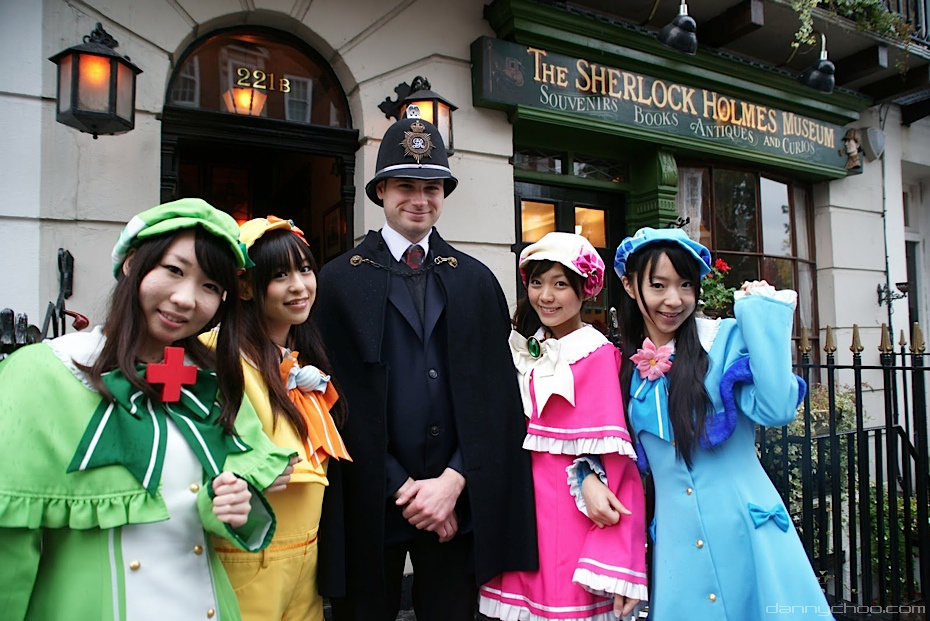
Cosplayers de Milky Holmes en Londres.

### Anime
J.C.Staff hizo una adaptación de anime emitida desde el 7 de octubre hasta el 23 de diciembre de 2010, y un OVA el 26 de agosto de 2011. La segunda temporada fue emitida entre el 5 de enero y el 23 de marzo de 2012 con un episodio especial que salió el 25 de agosto de ese mismo año. Una tercera temporada ha sido anunciada para el verano de 2013. Los episodios serán de doce minutos y se centrarán en los nuevos personajes.
Un episodio especial basado en los videojuegos, Tantei Opera Milky Holmes Alternative One ~Opera Kobayashi and the Five Paintings (探偵オペラ ミルキィホームズ Alternative ONE～小林オペラと5枚の絵画～ Tantei Opera Miruki Hōmuzu Alternative ONE ~Kobayashi Opera to Go-mai no Kaiga?), fue subido en Nico Nico Douga el 19 y el 25 de agosto de 2012. Otro especial, Tantei Opera Milky Holmes Alternative Two ~Opera Kobayashi and the Raven of the Empty Sky~ (探偵オペラ ミルキィホームズ Alternative TWO ～小林オペラと虚空の大鴉 Tantei Opera Miruki Hōmuzu Alternative TWO ~Kobayashi Opera to Kokū no Ōgarasu~?), y los dos episodios Alternative salieron en Blu-ray y DVD el 9 de enero de 2013.

### Música
El opening de la primera temporada "The Answer Is One! Not!!" (正解はひとつ!じゃない!! Seikai wa Hitotsu! Janai!!?) cantada por las actoras que dan la voz de las protagonistas,  Milky Holmes (Suzuko Mimori, Izumi Kitta, Sora Tokui and Mikoi Sasaki), y el ending "Instinct Doubt" (本能のDOUBT Honnou no DOUBT?) by Faylan salieron en CD. El ending del OVA fue "Party Party!" (パーティーパーティー! Pātī Pātī!?) by Milky Holmes. Para la segunda temporada, el opening es "Nazo! Nazo? Happiness!!" (ナゾ！ナゾ？Happiness!!?) por Milky Homes y el ending es "Lovely Girls Anthem" por Natsuko Aso. Un sencillo, Colorful Garden, fue lanzado el 6 de abril de 2011.

### Novelas visuales
La primera Novela Visual por Brushiroad salió el 16 de diciembre de 2010 con el mismo nombre de la serie (Tantei Opera Milky Holmes). Los jugadores jugaban como Opera, quien pierde sus Toys, y las chicas deben solucionar casos. Una precuela del juego, Tantei Opera Milky Holmes 2, fue lanzada el 23 de agosto de 2012, la trama gira en torno un policía retirado que gana poderes de repente, y se hace cargo de Milky Holmes. Ambas salieron exclusivamente para PSP.